# 迎紅杜鵑
迎紅杜鵑是杜鵑花屬的一種落葉灌木，原生於東北亞地區，在朝鮮半島、中國大陸（湖北和山東）、日本（本州和九州）、蒙古北部、烏蘇里江沿岸的濱海邊疆區南部各地均有發現。迎紅杜鵑雖然是灌木，但最高可以有 2-3 公尺高。其花可食用，在朝鮮半島的傳統食品杜鵑花菜及花煎就是用上了迎紅杜鵑的花瓣放在甜煎米餅裡製成，可於上巳節和重陽節食用。固有詞為，音译作「金达莱」，依朝鮮漢字音則寫成真達萊或真達來。

## 外部連結
- [韓國國家標準植物目錄].   [2010-07-21] （韩语）.[永久]
- [韓國國家生物種知識情報系統].   [2010-07-21] （韩语）.[永久]
- .   [2010-07-21] （韩语）.[永久]
- .   [2010-07-21] （英语）.[永久]